# موانا هوپ
موانا هوپ (انگلیسی: Moana Hope؛ زادهٔ ۱۴ فوریهٔ ۱۹۸۸) بازیکن فوتبال استرالیایی اهل استرالیا است.